# Kinder- und Jugendbibliothek
Eine Kinder- und Jugendbibliothek ist eine Bibliothek, die speziell auf die Bedürfnisse von Kindern und Jugendlichen ausgerichtet ist. Sie ist häufig Teil einer öffentlichen Bibliothek, kann aber auch in einem eigenen Gebäude untergebracht sein.

## Kinderbibliothek
Eine Kinderbibliothek im Sinne des Strukturpapiers Bibliotheken '93 zählt zu den Bibliotheken der Funktionsstufen 1 und 2 und hat die Aufgabe, Kindern und Jugendlichen bis zum 13. Lebensjahr den Zugang zu altersgerechten Medien aller Art zu ermöglichen. Damit dient sie der Leser- und Leseförderung. Sie soll außerdem Hilfestellung beim schulischen und außerschulischen Lernen sowie Unterhaltung und Freiräume für eigene Aktionen (Spielen, Toben) bieten. Neben Kindergarten, Schule, freier Jugendarbeit und Elternhaus soll nicht zuletzt die Kinderbibliothek bei der Vermittlung von Medien- und Informationskompetenz helfen. Dazu muss sie nicht nur die Kinder selbst, sondern auch erwachsene Vermittler wie Eltern, Lehrer und Erzieher ansprechen. Die meisten der so genannten „Kinder- und Jugendbibliotheken“ in Deutschland sind in der Praxis reine Kinderbibliotheken.

## Jugendbibliothek
Sie bildet einen eigenständigen Übergangsbereich zwischen der Kinder- und der Erwachsenenbibliothek und soll in erster Linie Medien für spezielle Bedürfnisse der Jugendlichen anbieten. Dazu muss sie neben Informationen zu Schule und Ausbildung auch die Freizeitinteressen der Jugendlichen berücksichtigen, wenn sie diese als Kunden gewinnen bzw. halten möchte (80 Prozent der Kinder bis zum Alter von 13 Jahren sind regelmäßige Bibliotheksnutzer, danach bricht die Nutzungshäufigkeit stark ein). Das Angebot einer solchen Bibliothek ist daher stark abhängig von ihrem Standort. Es muss außerdem die unterschiedlichsten Entwicklungsstufen und Verhaltensnormen von Jugendlichen berücksichtigen, so dass diese sich ernst genommen fühlen. Insgesamt muss sich die Bibliothek so weit als möglich ihren jugendlichen Kunden anpassen – nicht umgekehrt. Zusätzlich sollte sie mit anderen Einrichtungen, die von Jugendlichen genutzt werden – Schulen, Freizeitheime, Sportvereine usw. –, zusammenarbeiten.

## Historische Entwicklung
Historisch gesehen stammt die Idee, eine eigene Abteilung für Kinder und Jugendliche in der Bibliothek einzurichten, aus dem anglo-amerikanischen Raum. Die erste Juvenile Library gründete John Newbery in London um 1750, wobei dies eher ein Kinderbuchladen als eine Kinderbücherei war.
Die ersten richtigen Kinder- und Jugendbibliotheken entstanden dann Anfang des 19. Jahrhunderts in den USA – 1803 in Salisbury (Connecticut), 1822 in Dublin (New Hampshire) und Richmond, Virginia.

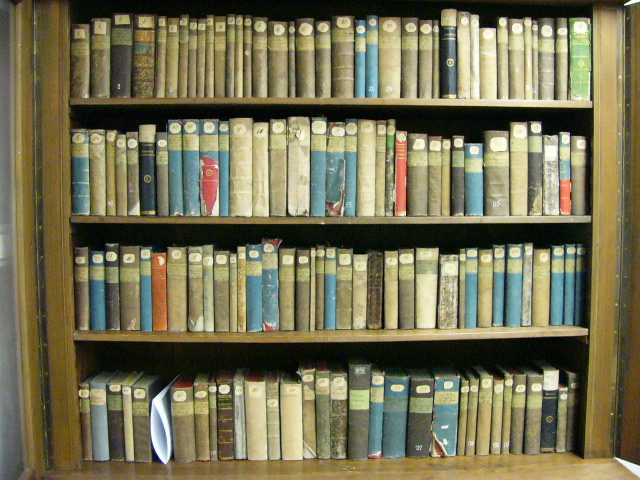
Kinder- und Jugendbibliothek des Leers’schen Waisenhauses in Bayreuth, Anfang des 19. Jahrhunderts, Bestand heute in der Universitätsbibliothek Bayreuth befindlich

In Deutschland dagegen stand die Arbeit der Volksbüchereien zuerst ganz im Zeichen der Erwachsenenbildung. Noch 1920 war dort die Einrichtung von Jugendabteilungen durchaus nicht selbstverständlich und bezog sich in erster Linie auf Heranwachsende ab 16 oder 17 Jahren. Zwar gab es bereits Anfang des 20. Jahrhunderts erste Kinderlesehallen in Deutschland (1907 Mannheim und zahlreiche andere Städte, 1913 in Berlin durch J. Mühlenfeld), doch insgesamt kam das Bibliothekswesen für Kinder und Jugendliche nur langsam voran. Einen besonders tiefen Einschnitt erlebte es dann durch die Gleichschaltung des gesamten kulturellen Lebens während der NS-Zeit.
Erst nach dem Ende des Zweiten Weltkriegs 1945 und vor allem der Gründung der Bundesrepublik Deutschland 1949/50 wurde das Kinder- und Jugendbibliothekswesen im Westen verstärkt ausgebaut. In den 1960er Jahren wurden die Kinder- und Jugendbereiche streng von der Erwachsenenbibliothek getrennt und zu Schonräumen für die Kinder und Jugendlichen erklärt. Nach der 68er-Revolution entstanden die so genannten „No-Silence“-Bibliotheken, die allerdings die Mitarbeiter vor schwere Disziplinprobleme stellten und in der Folge rasch wieder eingestellt wurden. Die Bibliotheken beschränkten sich nach diesen Erfahrungen zunächst auf verstärkte Angebote für Kinder, was – in Zusammenhang mit dem Aufkommen neuer Medien (wie Internet-PC, Spiele-Software, CD-ROM) – in den 1980er Jahren zu einem rapiden Absinken der jugendlichen Nutzerzahlen führte. Obwohl die Bibliotheken daraufhin auch verstärkt diese Medien in ihr Angebot aufnahmen, blieb das Schwergewicht zunächst doch auf den Printmedien. Erst in den 1990er Jahren wurden die neuen Medien den traditionellen Büchern und Zeitschriften gleichgestellt.
In der DDR begann der Aufbau von Kinderbibliotheken nach dem Krieg mit der Verabschiedung einer Verordnung des Volksbildungsministeriums von 1950, in der festgelegt wurde, dass alle öffentlichen Bibliotheken mit hauptamtlicher Leitung Kinder- und Jugendbuchabteilungen einzurichten hätten. Bis 1954 entstanden so 140 neue Kinderbibliotheken. Die Angebote für Jugendliche wurden dagegen – anders als in der BRD – in die Bestände der Erwachsenenbibliothek integriert. Bibliotheksbezogene Arbeit fand auch zusammen mit der Schule und den gesetzlich vorgesehenen Jugendklubs der FDJ statt und war entsprechend staatspolitisch orientiert. Ende der 1980er Jahre und bis in die Nach-Wende-Zeit verloren die Jugendbibliotheken der DDR deshalb mehr und mehr Nutzer und nach dem Mauerfall auch ihre gesetzlichen Grundlagen sowie die staatliche Sonderförderung (desolate Finanzlage der öffentlichen Kassen).

## Aufgabe der Kinder- und Jugendbibliothek
Wo in Deutschland bereits vor dem Ersten Weltkrieg Kinderlesehallen entstanden, dienten sie zunächst dem Schutz der Kinder vor sogenannter „Schund- und Schmutzliteratur“ und der Erziehung zum „guten Buch“. Diese Einstellung änderte sich erst mit dem rasanten Aufschwung des Jugendbibliothekswesens ab 1945 – nun rückte die Freude der Kinder am Lesen in den Mittelpunkt der Argumentation, und damit änderte sich auch die Einstellung zum Angebot der Bibliothek, dem Jugendbuch. War auch das Jugendbuch zu Anfang noch vorwiegend Erziehungsmittel, so wurde es ab Anfang des 20. Jahrhunderts mehr und mehr auch eine eigenständige Literaturform.
Neben dieser sittlich-moralischen Erziehung, die heute eher in den Hintergrund tritt, soll die Kinder- und Jugendbücherei ihre Nutzer auch bei der Entwicklung einer eigenen Persönlichkeit unterstützen und die Kinder und Jugendlichen an neue Medien heranführen. Leseförderung und die Vermittlung von Medien- und Informationskompetenz sind heute wichtige Aufgabenfelder.

## Organisationsformen
Man unterscheidet grundsätzlich zwischen der selbständigen und der unselbständigen Kinder- und Jugendbibliothek. Dabei kann die letztere wiederum sowohl in einem eigenen Gebäude untergebracht sein als auch nur eine Abteilung der öffentlichen Bücherei darstellen. Daneben existieren auch Mediotheken, die neben Literatur auch ein großes Angebot an audiovisuellen und digitalen Medien (wie CDs, Video- und Hörkassetten, DVDs und CD-ROM) anbieten. Sie sind vorwiegend als Schulmediotheken eine Kombination aus öffentlicher und Schulbibliothek, seit einigen Jahren gibt es jedoch auch eigenständige Mediotheken. Ebenso wird in neuesten Konzeptionen eine strikte Trennung der Kinder- von der Jugendbibliothek gefordert, die dazu dienen soll, auf die jeweiligen Bedürfnisse von Kindern bzw. Jugendlichen noch besser eingehen zu können. Bei der Entscheidung für die eine oder andere Organisationsform sind aber immer auch die dadurch anfallenden Kosten zu bedenken: Eine vollständige Entkoppelung der drei Bibliotheksbereiche Kinder-, Jugendlichen- und Erwachsenenbibliothek würde zu immensen Kostensteigerungen und zur Doppelanschaffung vieler Titel führen.

## Beispiele

### Kinder- und Jugendbibliothek „Hallescher Komet“ der Zentral- und Landesbibliothek Berlin (ZLB)
- Die Kinder- und Jugendbibliothek „Hallescher Komet“ ist eine Fachabteilung der Zentral- und Landesbibliothek Berlin und mit ca. 130.000 Medien (ca. 40.000 davon Nonbook-Medien) (Stand 12/2010) die größte Kinder- und Jugendbibliothek Deutschlands.
- Sie ist in Berlin die einzige Kinder- und Jugendbibliothek mit Pflichtexemplarstatus, sammelt alle Kinder- und Jugendmedien aus und über Berlin.
- Sie umfasst drei Bereiche: Kinderfreizeitbereich von 0-12 Jahre, Jugendfreizeitbereich von 12-21 Jahre und das „Berliner Lernzentrum“.
- 1957 wurde zunächst die Kinderbibliothek in einem eigenen Anbau der 1954 gegründeten Amerika-Gedenkbibliothek eröffnet.
- 1996 wurde die Abteilung der Kinderbibliothek in Kooperation mit Förderverein für Jugend- und Sozialarbeit e. V. um eine Jugendbibliothek erweitert. Bis 2005 wurde die Jugendbibliothek in Kooperation mit dem Jugendinformationszentrum (JIZ) betrieben und hatte ihren inhaltlichen Schwerpunkt in der sozial engagierten Bibliotheksarbeit. Dieser Ansatz war zum Zeitpunkt der Gründung in Deutschland einzigartig. Als erste Jugendbibliothek in Berlin stellte sie den Jugendlichen kostenlos Internetzugänge, vernetzte Spiele-PCs und ein großes Angebot an PC- und Konsolenspielen zur Verfügung. Ca. 55 % des Medienbestandes der Jugendbibliothek sind heute Non-Book Medien.
- Seit 2008 wird das Berliner Lernzentrum aufgebaut, in dem schulbegleitende und weiterführende Medien für Schülerinnen und Schüler aller Klassenstufen gemeinsam präsentiert werden. In diesem Bereich orientiert sich die Präsentation der Medien an sachlichen Zusammenhängen, das Alter spielt eine untergeordnete Rolle. Zum Bestand gehören auch Sach- und Schulbücher in anderen Sprachen sowie Sach- und Lehrfilme.
- Medienbestand: Schwerpunkte sind im Freizeitbereich u. a. PC- und Konsolenspiele, Comics und Bilderbücher sowie fremdsprachige Medien (in über 20 Sprachen, davon 7 Sprachen mit ausgebauten Beständen), Medien mit Berlin-Bezug und im „Berliner Lernzentrum“ Sachmedien für alle Altersstufen und Schulformen.
- Serviceangebote: Bibliothekseinführungen, tägliche Hausaufgabenhilfe für Kinder und Jugendliche, monatliche Rechtsberatung für Jugendliche, Berufsorientierungstage für Jugendliche in Kooperation mit Berliner Schulen
- Veranstaltungsarbeit: Autorenlesungen, Theater, medienpädagogische Workshops, besondere Veranstaltungsreihen sind „Wortschätze – Erzählstunden in der Jurte“ und „Lesezeichen: Kinderliteratur mit den Augen hören“ (in Kooperation mit dem Gehörlosenverband Berlin)
- Angebote für Eltern und Pädagogen: entleihbare Sekundärliteratur in Kombination mit Kinder- und Jugendmedien, Newsletter, Blog, Medienempfehlungen, Vorleseworkshops, Regionaler Ansprechpartner für Vorlesepaten der Stiftung Lesen
- Alle Angebote und Serviceleistungen sind für Kinder und Jugendliche kostenlos

### Medienetage Dresden

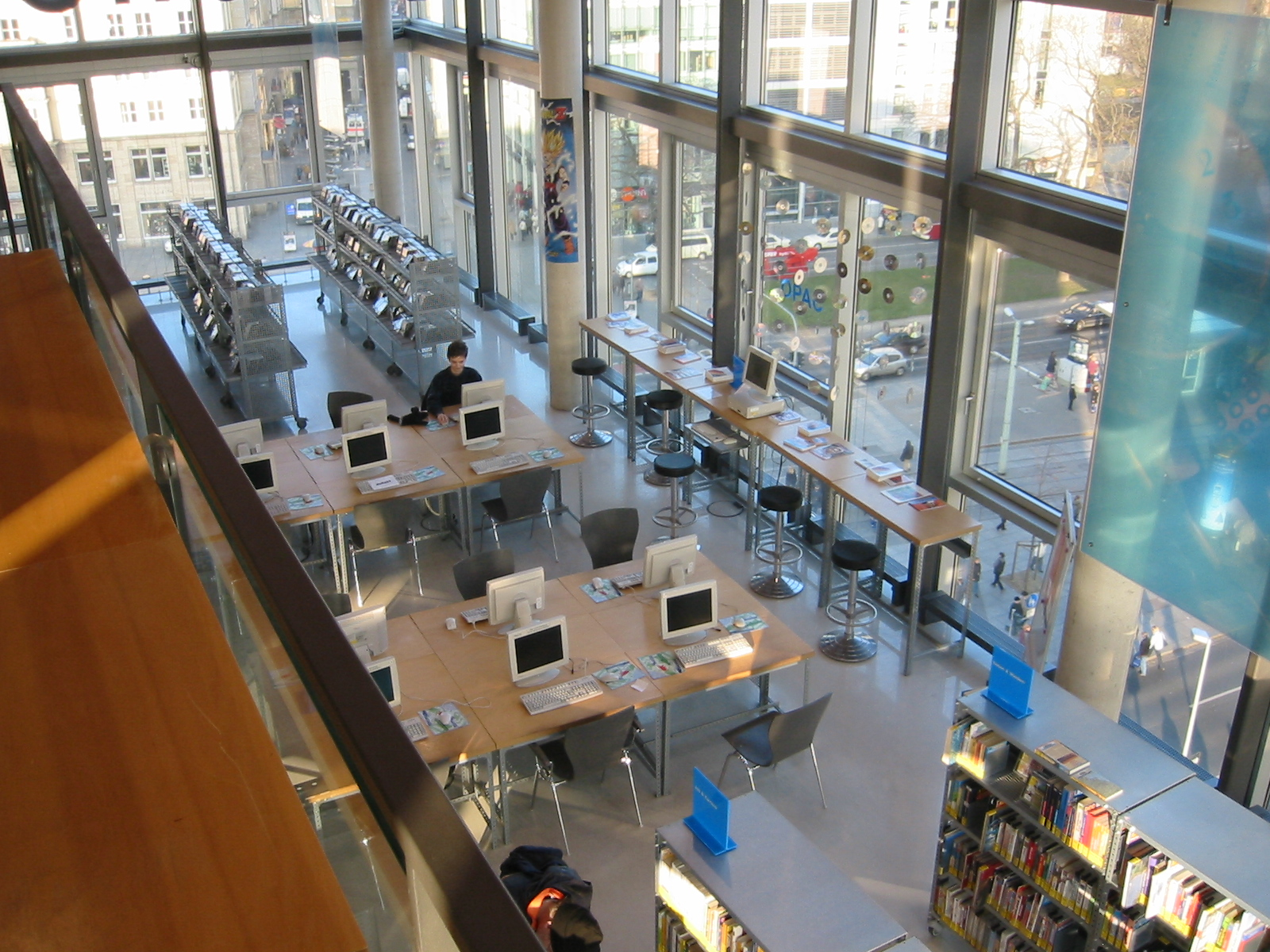
Rechnerpool in der Jugendbibliothek „medien@age“ der Städtischen Bibliotheken Dresden an der Prager Straße

- 1979 bot die Jugendbibliothek der Städtischen Bibliotheken Dresden in der Inneren Neustadt als eine der ersten Bibliotheken auch Non-Book-Medien an; Radioprogramme konnten über Kopfhörer empfangen werden.
- Zum 20-jährigen Bestehen 1999 zog die Jugendbibliothek unter dem Namen „medien@age“ in die Innere Altstadt und erweiterte ihre Zielgruppe auf Jugendliche bis 25 Jahre.
- Im Jahre 2005 hatte die „medien@age“ in ihren Beständen neben den klassischen Printmedien auch ca. 15.000 Non Book-Medien, davon allein 5.400 CDs. Außerdem gab es ein großes Angebot an Literatur zu PC- und Internet-Themen.
- Zusammen mit den zwölf Mitarbeitern des JugendInfoServices vom Jugendamt, die auch die Internet-PCs der Bibliothek betreuen, wurden außerdem Internetschulungen für Jugendliche, Bewerbungstrainings und Tage zur Berufsinformation angeboten. Zusätzlich gab es Aktionen wie den Tag der offenen Tür, Autorenlesungen oder Spieleabende.
- Wer einen Nutzerausweis hat, kann sich außerdem für den Newsletter der Bibliothek registrieren lassen und Mitteilungen über eingetroffene Bestellungen und Rückgabe-Erinnerungen per SMS auf sein Handy zugeschickt bekommen.
- In einem virtuellen Wunschbuch auf der Homepage der Bibliothek können die Jugendlichen Vorschläge machen, welche Medien angeschafft werden sollten.
- Jeder Monat stand in der „medien@age“ unter einem bestimmten Thema, zu dem eigene Mediensammlungen zusammengestellt wurden. 2005 waren das z. B. Materialien zum Einstein- bzw. Schillerjahr im April und Mai oder Gesellschaftsspiele im Juni.
- 2017 erfolgte die Zusammenlegung mit der Hauptbibliothek am neuen Standort Kulturpalast.

### Jugendbibliothek „Exit“ Hamburg-Mümmelmannsberg
- Sie entstand 1993 im Rahmen eines DBI-Projektes in der Bücherhalle Mümmelmannsberg (kombinierte Schul- und Stadtteilbibliothek, baulich angegliedert an die Gesamtschule Mümmelmannsberg, aber eigenes Gebäude).
- Angelegt wurde sie gemeinsam mit den Jugendlichen als ein nach drei Seiten hin abgeschirmter, trotzdem zur restlichen Bücherhalle offener Raum mit eigenem Eingang, der von einigen Jugendlichen mit Graffiti aufgepeppt wurde.
- Statt einer großen Musik-CD-Sammlung wurde ein – letztlich günstigerer – Fernseher angeschafft, auf dem permanent VIVA oder MTV eingestellt sind.
- Die Nutzung der Bibliothek kostet seit 1997 10 DM (5 Euro) im Jahr für die Jugendlichen zwischen 14 und 18 Jahren, für Jüngere ist sie kostenlos.
- Ergänzt wird das Medienangebot der Jugendbibliothek durch regelmäßige Computerworkshops, die durch einen vom Jugendamt vermittelten Experten abgehalten werden, und gelegentliche Diskos.
- Aber auch die Jugendlichen selbst werden aktiv: so haben sie in Eigenregie zwei kostenlose internetfähige Apple-PCs aus der Hamburger Technischen Kunstschule besorgt und ein Konzept für Angebot und Nutzung eines Internetanschlusses entwickelt, ein anderer Junge bietet einen eigenen Imbiss-Service mit Cola und Süßigkeiten in der Bibliothek an. Außerdem werden sie sowohl in die Auswahl als auch in die Erschließung neu angeschaffter Medien einbezogen (vor allem bei den Musik-CDs).

### Jugendbibliothek Rostock-Dierkow
- Nach der Entstehung des Neubaugebietes Dierkow begann die vorhandene Stadtteilbibliothek, die bis dahin nur Erwachsenen vorbehalten gewesen war, 1989 auch auf Kinder und Jugendliche zuzugehen.
- Nach dem sprunghaften Anstieg der Anmelde- und Ausleihzahlen zog die Bibliothek 1993 in eines der neugebauten Einkaufszentren um.
- Die Jugendbibliothek bekam dort 60 m² in der ersten Etage des Einkaufszentrums zugewiesen (die gesamte Bibliothek erstreckt sich über das Erdgeschoss und die 1. Etage) und wurde 1994 durch eine Trennwand von der übrigen Bibliothek abgeschirmt.
- Über die Anschaffung weiterer Medien wird mit den Jugendlichen beraten („Wunschliste“ an Stellwänden), auch der anschließende Einkauf erfolgt gemeinsam.
- Zusätzlich zum Bestandsangebot gibt es in der Jugendbibliothek auch eine Stereoanlage sowie einen Fernseher mit Videorecorder, um CDs, Musik- und Videokassetten auch direkt vor Ort nutzen zu können.
- Außerdem gibt es ein reichhaltiges Veranstaltungsangebot mit „klassischen“ bibliothekarischen Veranstaltungen wie Buchvorstellungen oder Autorenlesungen, aber auch mit Grillfeten, Diskoabenden, Filmwochen und Computerworkshops.

### Internationale Jugendbibliothek
- weltweit die größte Bibliothek für internationale Kinder- und Jugendliteratur;
- 1948 gegründet, sammelt sie Kinder- und Jugendbücher in über 100 Sprachen, dazu kommt die einschlägige Sekundärliteratur;
- großer Ausleihbestand für Kinder, um Informationen über deren Leseverhalten zu gewinnen, außerdem viel Programmarbeit wie Sprach-, Mal- und Bastelkurse;
- jedes Jahr kommen zwölf ausländische Wissenschaftler und Studierende für einen je dreimonatigen Studienaufenthalt in die Bibliothek; diese Aufenthalte werden finanziert über Stipendien;
- wichtigste Veranstaltungen sind Ausstellungen über die aktuellen Produktionen auf dem nationalen und internationalen Kinderbuchmarkt, aber auch international vergleichende Ausstellungen zu bestimmten Themen u. ä.;
- finanziert seit 1996 durch die Stiftung Internationale Jugendbibliothek, die Mittel werden sowohl vom Bund als auch vom Land Bayern und der Stadt München aufgebracht;
- Zusammenarbeit mit der 1967 gegründeten Historischen Kinderbuchgesellschaft (HKG)